# 월터 랜츠
월터 벤저민 랜츠(Walter Benjamin Lantz, 1899년 4월 27일 ~ 1994년 3월 22일)는 미국의 애니메이터, 영화 프로듀서, 영화 감독이다. 월터 랜츠 프로덕션스의 설립자이자 《우디 우드페커》의 창립자로 잘 알려져 있다.

## 같이 보기
- 우디 우드페커